# Cà kheo đen trắng

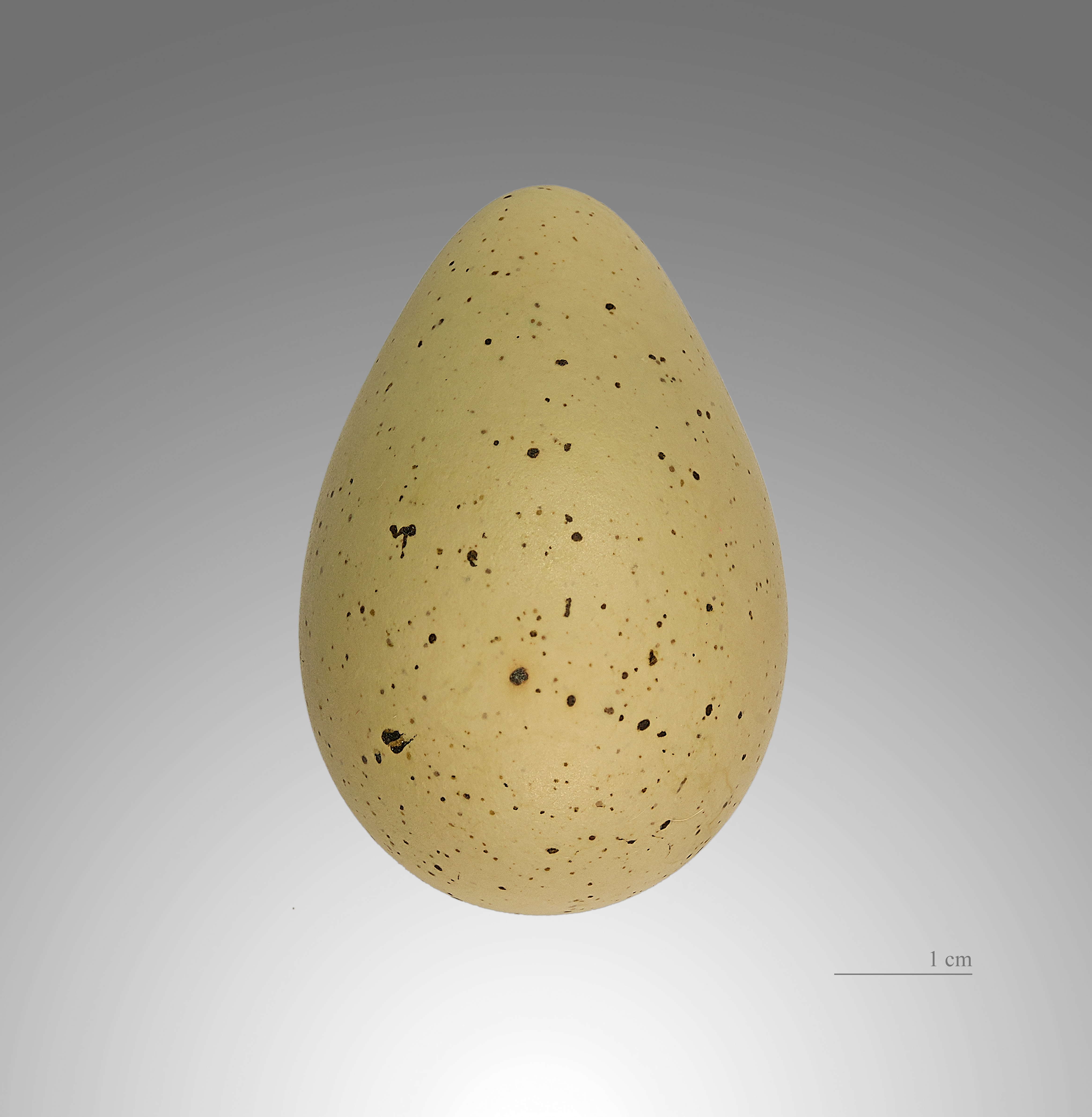
Recurvirostra avosetta

Recurvirostra avosetta là một loài chim trong họ Recurvirostridae.
Cà kheo đen trắng sinh sống và sinh sản ở khu vực ôn đới châu Âu và tây và trung châu Á. Chúng là một loài cá di cư và hầu hết trú đông ở châu Phi hoặc Nam Á. Một số cá thể vẫn trú đông ở các vùng ôn hòa nhất của phạm vi phân bố, ví dụ như ở miền nam Tây Ban Nha và miền Nam nước Anh.
Chim trưởng thành có bộ lông màu trắng, ngoại trừ chóp đầu màu đen và mảng đen trên cánh và trên lưng. Chúng có mỏ dài công lên, chân hơi xanh biển. Thân dài từ 41,9-45,1 cm, trong đó mỏ dài 7,5-8,5 cm và hai chân dài khoảng 7,6-10,2 cm. Sải cánh dài khoảng 76–80 cm. Chim trống và chim mái giống nhau. Chim gần trưởng thành như chim trưởng thành nhưng với nhiều tông màu xám và nâu đỏ.
Cà kheo trắng đen kiếm ăn ở vùng nước lợ nông hay trên các bãi bùn, dùng mỏ dò thức ăn trong nước. Chúng chủ yếu ăn động vật giáp xác và côn trùng.
Môi trường sống sinh sản của chúng là hồ cạn nước lợ và bùn trần tiếp xúc. Chúng làm tổ trên mặt đất mở, thường trong các nhóm nhỏ, đôi khi với các loài chim lội nước khác. Mỗi tổ có 3-5 trứng trên tổ là một hố đào hoặc gò đất có cây cỏ.